# ブライアン・ムーアマン
ブライアン・ムーアマン（Brian Moorman 1976年2月5日- ）はカンザス州ウィチタ出身のアメリカンフットボール選手。現在NFLのバッファロー・ビルズに所属している。ポジションはパンター。NFL2000年代オールディケイドチームに選ばれている。

## 経歴
高校時代はアメリカンフットボールの他に陸上競技、バスケットボールを行った。ハードル走では3回州のチャンピオンになっている。
ピッツバーグ州立大学に進学した彼は大学史上初めて4年連続でオールアメリカンに選ばれた。現在でも彼は大学記録となる平均43.97ヤードの大学記録を残している。2003年には大学の100周年記念チームにも選ばれた。陸上競技ではNCAA選手権（2部校）の400メートルハードルで3年連続優勝、それ以外に8つの大会で優勝している。110メートルハードルで13秒81の大学記録、400メートルハードルで49秒77の大学歴代2位の記録を残した。2009年に大学のスポーツ名誉の殿堂に選ばれている。
1999年4月24日にシアトル・シーホークスとドラフト外フリーエージェントで契約したがその年、2000年それぞれ開幕ロースターに残ることはできず、NFLヨーロッパに派遣されベルリン・サンダーで2000年、2001年とプレー、共にリーグのトップの成績を残した。
2001年7月20日にフリーエージェントでバッファロー・ビルズと契約、2002年には平均43.1ヤード、12月24日のグリーンベイ・パッカーズ戦では最長84ヤードのパントを蹴った。2004年のジャクソンビル・ジャガーズとの開幕戦で80ヤードのパントを蹴っている。
2005年、2006年にはプロボウルとオールプロにそれぞれ選ばれた。
2006年のプロボウルではフェイクパントを試み、ボールを持った彼はランでファーストダウンを狙ったが残り3ヤードのところでショーン・テイラーに止められた。
2007年7月2日、ビルズと5年間1000万ドルの契約延長を果たした。これはパンターとしては当時シェーン・レクラーに次ぐ史上2位の高額契約であった。
2008年、シアトル・シーホークスとの開幕戦でライアン・リンデルのFGと見せかけて、ディフェンシブエンドのライアン・デニーに19ヤードのタッチダウンパスを通した。

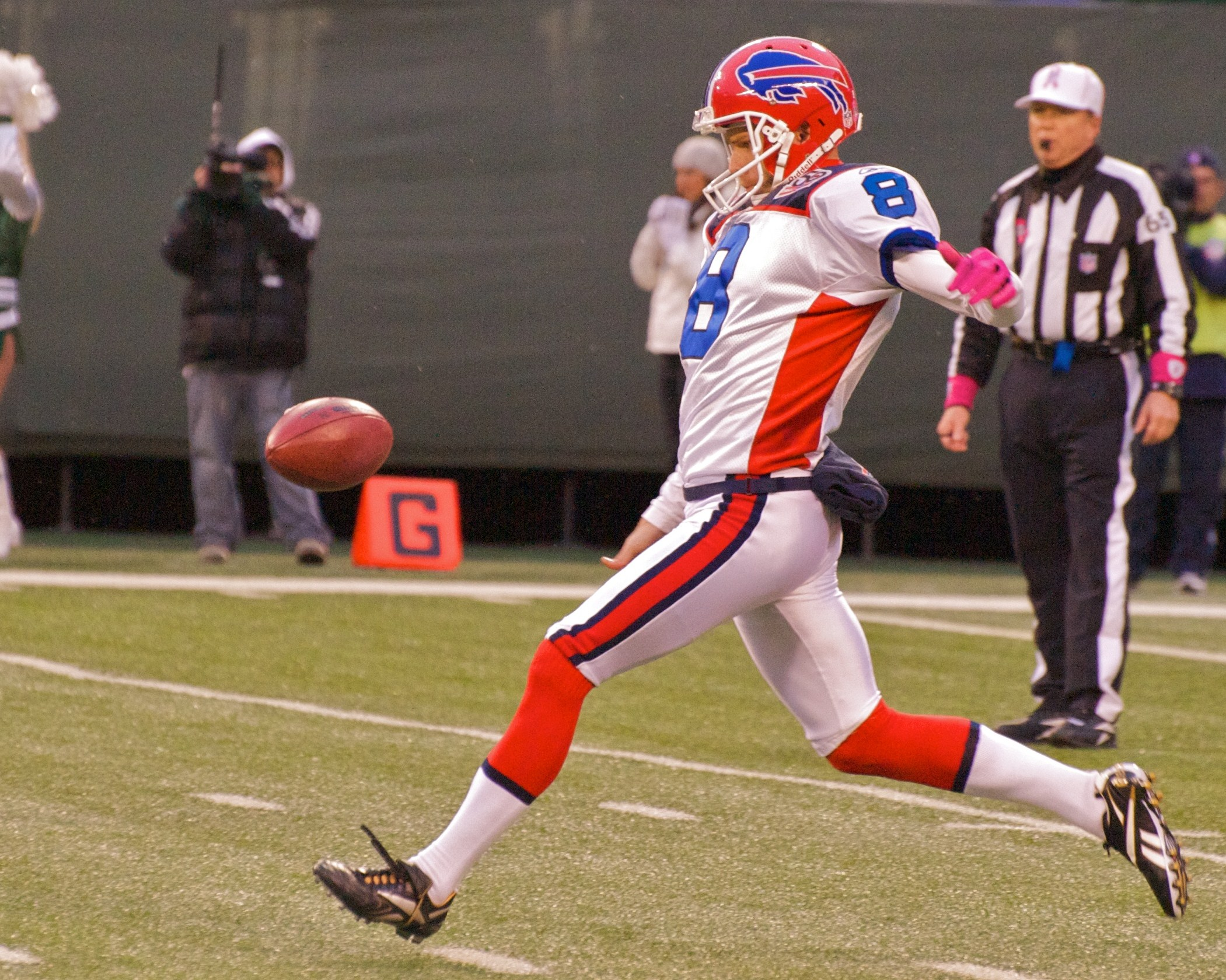
パントを蹴るムーアマン（2009年）

2009年、シーズン開幕前、バッファロー・ビルズ50周年記念チームに選ばれた。この年、自己ベストの平均46.6ヤード、4,192ヤードを蹴った。第7週のカロライナ・パンサーズ戦では8回のパントで平均45.0ヤード、うち4回を敵陣20ヤード以内に蹴りこみAFCスペシャルチーム部門の週間MVPに選ばれた。

2012年、第3週終了後の9月25日、ビルズから解雇された。9月26日にクリス・ジョーンズがその週のタンパベイ・バッカニアーズ戦で負傷したダラス・カウボーイズと契約を結んだ。鼠径部を痛めたため、10月14日のボルチモア・レイブンズ戦は欠場し、ジョーンズが正パンターに返り咲いたが、10月24日にジョーンズは故障者リスト入りしたため、シーズン終了までパンターを務めた。
2013年4月30日にピッツバーグ・スティーラーズと契約したが、シーズン開幕前に解雇された。10月6日、ショーン・パウエルの代役としてバッファロー・ビルズに復帰した。2014年1月10日、ビルズと1年の契約延長を果たした。

## 基金
2004年に妻と共にニューヨーク州西部の難病に苦しむ子どものための基金を設立した。